# John Aloysius Green
John Aloysius Green, né le 10 décembre 1844 en Irlande à la paroisse de Moore, dans le comté de Roscommon, et mort le 25 février 1920 à Cedar Rapids dans l'Iowa, est un entrepreneur et sénateur irlando-américain du XIXe siècle qui a fait fortune dans l'exploitation de carrières.

## Biographie
John Green naît en Irlande de John Green et Bridget (née Kenny) Green. John Green émigre avec ses parents aux États-Unis et arrive à Boston le 2 septembre 1852 à l'âge de sept ans. En 1860, il apprend le métier de tailleur de pierre et travaille la pierre pendant dix ans ; plus tard, il travaille le granite, le grès et ensuite la pierre calcaire.
Mr. Green  s'installe dans le Midwest en 1865, demeurant un temps à Joliet dans l'Illinois. En 1867, il est employé au Rock Island Arsenal comme tailleur de pierre, puis il travaille à Wyoming, où il taille des pierres pour les ponts de l'Union Pacific, à l'ouest de Cheyenne. Il retourne à Joliet à l'hiver 1867-1868. Le 17 mars 1868, John Green s'installe dans une contrée inhabitée qui deviendra la localité de Stone City et connaît la prospérité à la fin du XIXe siècle, apportant l'aisance au comté de Jones, grâce aux carrières de pierre qu'il y exploite, sous le nom de « Champion quarries ».

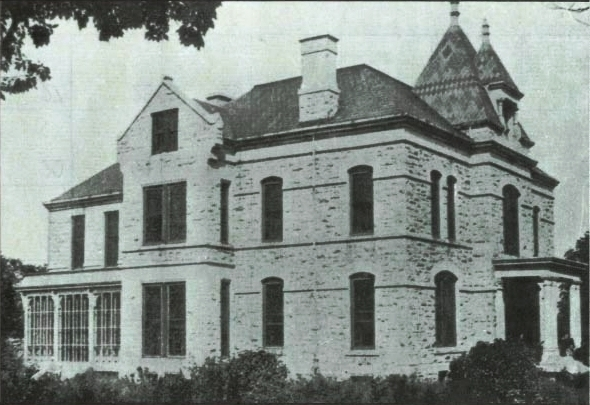
Vue de la résidence de John Green vers 1900 à Stone City.

Les carrières vont rapporter pendant près de cinquante ans plus de 4,5 milliards de dollars en ventes. Les registres de 1896 indiquent qu'un millier d'hommes étaient alors employés dans les carrières de Stone City, extrayant 160 000 charges de pierre dans l'année pour une valeur marchande de 3,75 millions de dollars. Pendant les années de production les plus importantes (1869-années 1890), John Green exploita trois carrières (connues comme Champion 1, Champion 2 et John Allen) utilisant la main d'œuvre procurée par le pénitencier d'Anamosa qui se trouvait non loin. Ces carrières fournissaient une pierre de grande qualité dans tout le Midwest. Les affaires de John Green comprenaient aussi diverses associations dans d'autres carrières de l'Iowa, du Minnesota et du Missouri, ainsi que des affaires de maçonnerie et de dragage de sable à Cedar Rapids. Fort de ses succès en affaires, il conçoit dans le même temps le village de Stone City (« cité de pierre »), entièrement construit en calcaire de ses carrières, et dont la population passe de 60 habitants au début de l'exploitation des carrières à 500 en 1880.
En 1875, il épouse Ellen Green, de Joliet, dont il a une nombreuse progéniture : Mary, Anna, Joseph, Ellen et James (jumeaux), Leo, Rose, Agnes, Robert et enfin Josephine.
En plus des carrières de Champion, Mr. Green ouvre une carrière à Buffalo Creek, exploite la carrière (appartenant à l'État de l'Iowa) de la rivière Wapsipinicon pendant un temps, celle de Wasioja dans le Minnesota, et une autre à Shuster dans le Missouri. John Green est le premier aux États-Unis à utiliser l'énergie hydraulique pour décaper les pierres, et le premier à faire de grands trous avec des centaines de livres de poudre noire à faire exploser en une seule fois des collines entières pour en extraire des milliers de tonnes de pierres.
En 1892, John Green est élu au sénat de l'Iowa pour le 24e district sénatorial (comtés de Cedar), en tant que républicain. Il se présente sans succès au Congrès en 1904.

## Source
- (en) Cet article est partiellement ou en totalité issu de l’article de Wikipédia en anglais intitulé « John Aloysius Green » (voir la liste des auteurs).